# 米爾內 (雷舍蒂利夫卡市鎮)
49°28′49″N 34°8′16″E / 49.48028°N 34.13778°E
米爾內（烏克蘭語：Мирне），是位於烏克蘭中部的村莊，由波爾塔瓦州波爾塔瓦區的雷舍蒂利夫卡市鎮負責管轄。該村距離圖里1.5公里，海拔高度107米，2001年該村落人口54。